# Skeemella
Skeemella clavula es un metazoario fósil del Cámbrico medio (aprox. 513–501 Ma), descrito por Briggs et al. (2005) a partir de ejemplares de la Formación Wheeler y posteriormente de la Formación Marjum en Utah (Estados Unidos). Forma parte de los Vetulicolia, un grupo de posición filogenética controvertida, con características compartidas entre Deuterostomia y Artrópoda.

## Descubrimiento e historia
El holotipo KUMIP 310501 fue excavado en 2002 (Drumian medio) de la Formación Wheeler en las Drum Mountains, Utah. Briggs et al. (2005) lo describieron formalmente, señalando su morfología única de dos tagmas. En 2020, Kimmig et al. reportaron dos nuevos especímenes (KUMIP 310502–310503) en la Formación Marjum (Biozona de Ptychagnostus punctuosus), mejor conservados externamente y mostrando el exoestrato de la cutícula.

## Morfología y anatomía
El cuerpo de Skeemella se organiza en dos tagmas bien diferenciados. El prosoma (tagma anterior) mide aproximadamente 25 mm de longitud y 22 mm de ancho, y está formado por nueve segmentos longitudinales separados por membranas delgadas. Presenta un margen dorsal recto y un margen ventral curvo, y se interpreta que albergaba cámaras de branquias internas encargadas de filtrar el agua para la alimentación y la respiración.
El opisthosoma (tagma posterior) alcanza cerca de 27 mm de longitud y entre 6 y 8 mm de ancho. Está compuesto por 43 tergitos articulados mediante membranas flexibles y remata en un telson bífido de unos 7–8 mm de longitud. La marcada segmentación recuerda a la de los artrópodos, lo que ha alimentado el debate sobre su posición filogenética.
En los especímenes recuperados de la Formación Marjum se conserva preferentemente el exoestrato de la cutícula, mientras que en el holotipo de la Formación Wheeler solo se preserva el endoestrato, lo que refleja diferencias en la tafonomía de conservación de estas estructuras.

## Paleoecología
Se interpreta que Skeemella era un filtrador natatorio: el prosoma actuaba como un filtro a modo de ramjet acuático y el opisthosoma proporcionaba propulsión activa, moviéndose en aguas someras de plataforma continental. Se asocia con Trilobita, Brachiopoda y otros metazoos de afloramientos tipo Burgess Shale.

## Filogenia y clasificación
Los análisis de Aldridge et al. (2007) colocan a Skeemella en Vetulicolida dentro de Deuterostomia como grupo hermano de los tunicados (Tunicata), basados en estructuras branquiales homólogas a las deuteróstomas. Sin embargo, la presencia de un telson segmentado sugiere afinidades con artrópodos, lo que mantiene su posición incierta.

## Etimología
El nombre genérico Skeemella alude a "skeem" (cuña o pala) por la forma acintada del prosoma; el epíteto específico clavula (“palanca pequeña” en latín) hace referencia al telson bífido.

## Importancia científica
- Ilustra el “problema platypus” del Cámbrico: combinación de caracteres deuteróstomos y artrópodos.
- Aporta evidencia sobre la evolución temprana de Deuterostomia y la diversificación de los metazoos filtradores.

## Galería

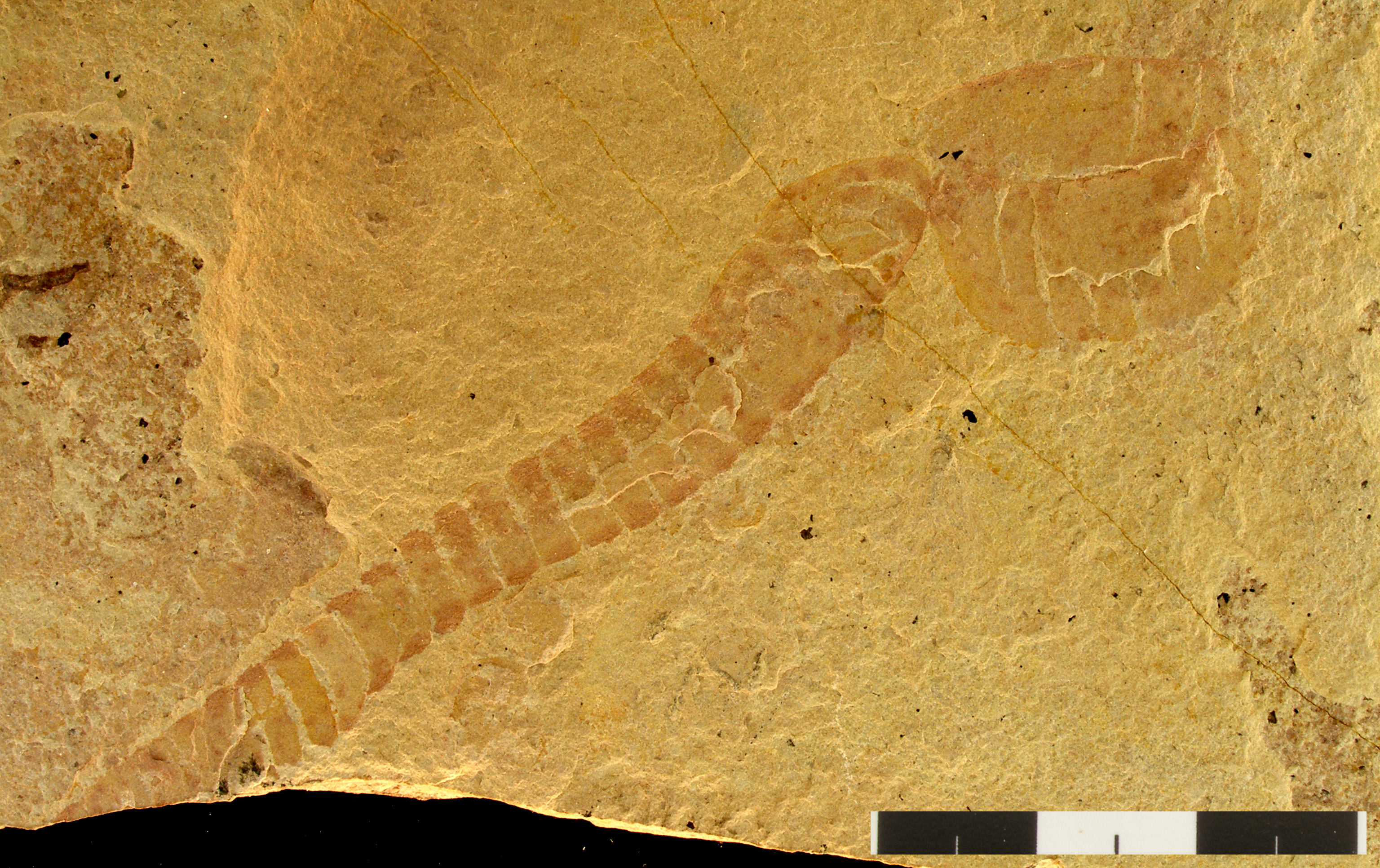
Holotipo KUMIP 310501
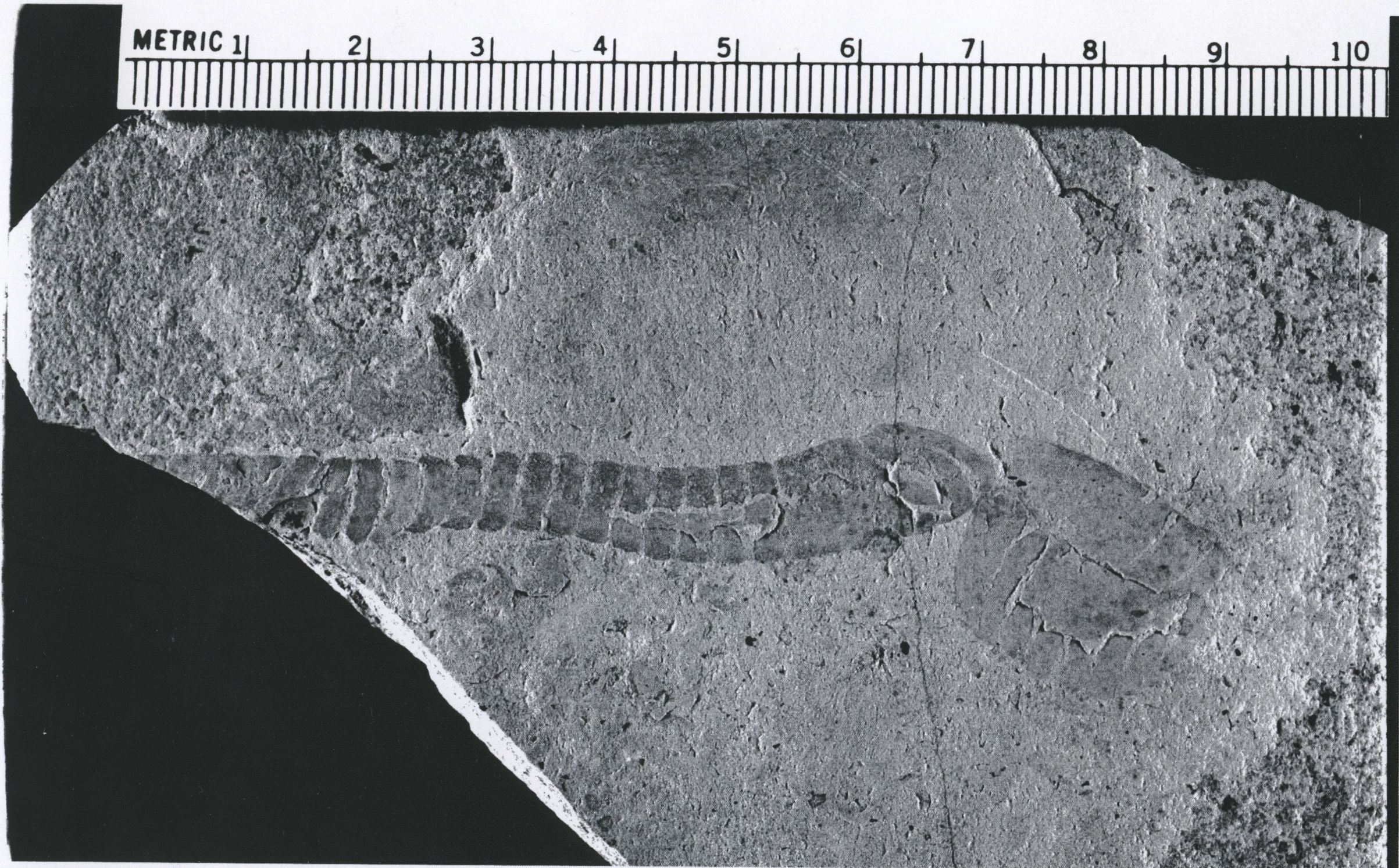
Holotipo KUMIP 310501
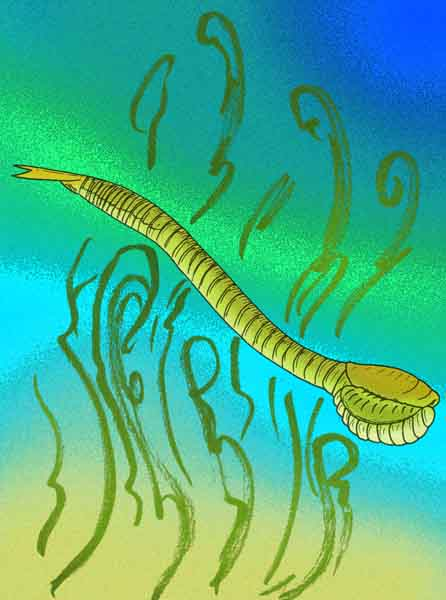
Reconstrucción artística de S. clavula